# And the Cradle Will Rock...
And the Cradle Will Rock... è una canzone del gruppo musicale statunitense Van Halen, estratta come singolo dal loro terzo album in studio Women and Children First nel 1980.

## Il brano
È il primo singolo del gruppo in cui Eddie van Halen utilizza le tastiere. La canzone si apre con un suono simile a quello di una chitarra, ma nei fatti si tratta di un piano elettrico Wurlitzer con effetto flanger collegato ad un vecchio amplificatore Marshall di 100 watt. Durante i concerti dal vivo di quel periodo, le tastiere venivano suonate da Michael Anthony.

## Tracce
1. And The Cradle Will Rock... – 3:32
2. Could This Be Magic? – 3:07

## Formazione
- David Lee Roth – voce
- Eddie van Halen – chitarra, pianoforte elettrico, cori
- Michael Anthony – basso, cori
- Alex van Halen – batteria